# Panaca
Panaca è un termine quechua che significa discendenza ed è usato, generalmente, per definire le famiglie imperiali degli Inca.

## Descrizione dellepanaca
Nella civiltà incaica ogni sovrano (Qhapaq Inca) riteneva suo specifico dovere differenziarsi dal suo predecessore dando al suo regno una fisionomia particolare.
Solitamente, almeno a partire dalla dinastia Hanan-Cuzco, cominciava con la costruzione di una nuova reggia in cui si sarebbe installata la nuova corte, mentre il palazzo del re precedente restava appannaggio della di lui famiglia.
In pratica il nuovo sovrano usciva dalla cerchia del suo genitore e costituiva una propria famiglia o panaca in cui sarebbero confluiti tutti i suoi discendenti. Questa nuova panaca, alla sua morte, sarebbe stata diretta da uno dei suoi figli, solitamente il più prestigioso, escludendo ovviamente l'erede al trono che avrebbe costituito, a sua volta, un nuovo lignaggio.
Il nome delle panaca, infatti, corrisponde, nella maggior parte dei casi, a quella del personaggio che per primo ne ha assunto la direzione. Di solito coincide con quello di un figlio minore, ma in alcuni casi la guida della casata è stata assunta anche da un fratello del sovrano defunto.

## Risorse dellepanaca
Il sovrano, durante la sua vita provvedeva a fornire alla propria panaca ogni mezzo di sostentamento mediante la assegnazione di terre, di servi (yanacuna) e di ricchezze di ogni genere.
Per questo motivo si riscontra una particolare importanza nelle panaca degli ultimi imperatori che hanno potuto godere delle enormi possibilità offerte dall'estensione dell'impero.
Non si deve pensare alle panaca come a una attribuzione simbolica degli individui ad un gruppo particolare. Questi lignaggi esistevano realmente e possedevano risorse concrete e ben documentate. Nel periodo coloniale succeduto alla Conquista, gli indigeni, ormai familiarizzati con le procedure europee, intentarono spesso delle vertenze giuridiche per reclamare terre e proprietà. In questi atti, ancora oggi conservati, sono ricostruite, tra l'altro, le proprietà delle varie panaca, così come i vari testimoni le hanno indicate e come i giudici le hanno verificate. In alcuni casi, queste proprietà raggiungevano dimensioni ragguardevoli.

## Funzione dellepanaca
Il corrispettivo, che le panaca dovevano al loro istitutore e benefattore, era rappresentato dal servizio al corpo imbalsamato dell'Inca defunto, che veniva accreditato di poteri divini.
Allo scopo erano predisposti tutta una serie di servigi. La mummia doveva essere vegliata ed accudita, solitamente da un personaggio maschile e da uno femminile e a lei dovevano essere quotidianamente offerte cibi e bevande. In particolari ricorrenze, le spoglie imbalsamate dei defunti imperatori, assieme a  quelle delle loro consorti, uscivano in processione, ma non era raro il caso di mummie che fossero portate a visitare quelle di loro congiunti.
Oltre a queste incombenze, le panaca dovevano mantenere la memoria delle gesta del sovrano di riferimento, affidandone il ricordo ai quipu e curandone lettura e aggiornamento tramite degli esperti detti quipucamayoc, letteralmente lettori di quipu, che tramandavano le loro conoscenze di generazione in generazione.
Considerando che la storia ufficiale del Tahuantinsuyo era conservata nella stessa maniera, questa attività potrebbe sembrare superflua.
Le cronache ufficiali erano però rivisitate ad ogni inizio di regno e opportunamente "purgate" di tutti i riferimenti che potessero sembrare scomodi per il sovrano regnante. I memoriali delle panaca conservavano invece gelosamente ogni dettaglio della vita del loro fondatore, a prescindere dalla volontà del potere centrale ed erano una fonte a cui i vari lignaggi non avrebbero mai rinunciato, anche a costo di ricorrervi, come spesso accadde, in segreto.
Questo è uno dei motivi per cui le cronache degli scrittori spagnoli presentano, spesso, delle discordanze incomprensibili. A seconda della fonte utilizzata, i fatti oggetto di indagine sono stati, infatti, riportati in modo differente dai vari lignaggi che, ovviamente, privilegiavano le gesta del loro fondatore.

## Storia dellepanaca
Col crescere dell'impero, le panaca andarono assumendo una importanza sempre maggiore, finendo per divenire, almeno quelle più importanti, il centro regolatore della vita politica del Cuzco.
In questo contesto, era inevitabile che le panaca, o meglio gli interessi che rappresentavano, finissero per entrare in contrasto tra loro, addivenendo a delle vere e proprie contese.
La successione di un imperatore, era, spesso, occasione di scontro tra le famiglie più importanti che cercavano di imporre, ciascuna, un proprio candidato, dal momento che il criterio del maggiorascato non era un elemento di scelta assoluto.
I figli di un sovrano Inca avevano infatti, almeno quelli legittimi, identiche possibilità di essere eletti alla carica imperiale, in quanto erano tutti appartenenti alla panaca del loro defunto padre.
Ciascuno di essi aveva però una madre diversa, appartenente ad una famiglia distinta e questa si raggruppava intorno al proprio rampollo, cercando di favorirne la elezione.
Le lotte di successione, spesso cruente, indebolivano, di fatto, il potere statuale e gli accorti sovrani del Tahuantinsuyo cercarono di evitare le crisi che ne derivavano, associando, loro viventi, l'erede designato alla dignità imperiale.
Questo accorgimento non poté, però, evitare, che, alla loro morte, le panaca delle madri dei principi estromessi, cercassero di raggiungere i loro scopi mediante svariate congiure.
Le più importanti panaca, che si disputarono il potere negli ultimi anni dell'impero, erano quelle di Hatun Ayllo, discendente da Pachacútec e quella di Capac Ayllo, creata da Tupac Inca Yupanqui.
Le altre famiglie imperiali, incapaci di una politica autonoma, si erano allineate a una delle due panaca più importanti, stringendo un'alleanza politica che creava due campi contrapposti.
Huáscar fu il primo Qhapaq Inca che cercò di limitare il potere delle panaca. L'impero, ai limiti massimi della sua espansione, non permetteva, infatti, di reperire altre risorse per la sua personale famiglia imperiale e l'ultimo Signore del Cuzco osservò che ormai i morti, cioè i sovrani defunti, possedevano più ricchezze dei vivi. La sua affermazione doveva metterlo in aperto contrasto con i rappresentanti delle famiglie imperiali e concorse a determinarne la caduta.

## Particolarità dellepanaca
Resta da considerare che l'appartenenza alle panaca non seguiva uno schema rigido. I membri delle classi intermedie potevano infatti passare da una all'altra, mentre tale passaggio era interdetto ai rappresentanti più elevati.
Non è invece chiarito se le panaca adottassero un carattere endogamico o esogamico nei matrimoni dei loro appartenenti, ma prevale la tesi di una preferenza per legami interni, almeno nelle più consistenti per numero, seppur con qualche limitata eccezione.
Giova osservare che spesso i cronisti spagnoli hanno confuso alcune di queste panaca, storpiandone i nomi o, addirittura, attribuendole a sovrani differenti. È quindi opportuno richiamare sempre il nome del loro fondatore per evitare equivoci o confusioni.

## Classificazione dellepanaca
La identificazione dei lignaggi, così come sono stati conservati, risale alla revisione effettuata da Pachacútec all'atto del suo avvento al trono.
Non è dato di conoscere come fossero suddivise le famiglie sovrane del Cuzco prima di questa importante ricollocazione dei vari lignaggi che determinò, anche, una effettiva ridistribuzione territoriale.
Tenuto conto di questa riforma, le panaca legate ai primi undici sovrani Inca sono quelle rappresentate nella tabella di destra.
Oltre alle nominate panaca, le cronache dell'epoca e gli atti di alcuni procedimenti giudiziari ci permettono di individuare altri lignaggi che, effettivamente, operarono nell'antico Cuzco.
Due di questi appartenevano ad Hanan-Cuzco e si chiamarono rispettivamente Cuzco Panaca e Yñaca Panaca. La prima raccolse, probabilmente, i discendenti di Ayar Auca e la seconda è, forse la traccia di una panaca matrilineare, osservando che Yñaca è un termine riferito al genere femminile.
Va notato, al proposito che lo stesso Pachacútec fu ritenuto originario di Yñaca panaca e che molte cronache tramandano il suo tentativo di fondere questo lignaggio con l'Hatun Ayllo, senza però alcun esito concreto.
Anche la dinastia Hurin-Cuzco possedeva tre panaca abolite dalla storiografia ufficiale, ma di fatto sopravvissute. La prima di nome Masca panaca, la seconda detta Sauaseray panaca e la terza di nome Yauri.